# Heteroplectron californicum
Heteroplectron californicum är en nattsländeart som beskrevs av Mclachlan 1871. Heteroplectron californicum ingår i släktet Heteroplectron och familjen Calamoceratidae. Inga underarter finns listade i Catalogue of Life.